# 伯頓 (伊利諾伊州)
伯頓（英語：Burton）是位於美國伊利諾伊州亞當斯縣的一個非建制地區。該地的面積和人口皆未知。

## 地理
伯頓的座標為39°54′17″N 91°14′57″W / 39.90472°N 91.24917°W，而該地的平均海拔高度為656米（即2152英尺）。